# Dumka
Dumka (rusky a ukrajinsky думка), je většinou hlubokomyslná lidová píseň s vážným zamyšlením, případně pracovní píseň. Výraz dumka, jejž přejaly i další slovanské jazyky, je zdrobnělina ukrajinského slova duma (pl. dumy), jež označuje slovanskou, především ukrajinskou epickou baladu, která má obvykle melancholický ráz. Podle některých autorů může mít výraz původ v dobách gótského osídlení východní Evropy.[zdroj?]
Dumky skládali i novodobí, převážně slovanští, skladatelé, jako například Antonín Dvořák, který žil určitou část svého života v USA (mimochodem určitý typ dumek se vytvořil i v USA), Petr Iljič Čajkovskij, Fryderyk Chopin, Modest Petrovič Musorgskij, Leoš Janáček či Bohuslav Martinů. Lidové dumky se zpívají také v severním Německu, na Ukrajině, v Rusku a jinde.